# Eumichtis mamestroides
Eumichtis mamestroides är en fjärilsart som beskrevs av Jones 1914. Eumichtis mamestroides ingår i släktet Eumichtis och familjen nattflyn. Inga underarter finns listade i Catalogue of Life.